# Ambrogio di Baldese

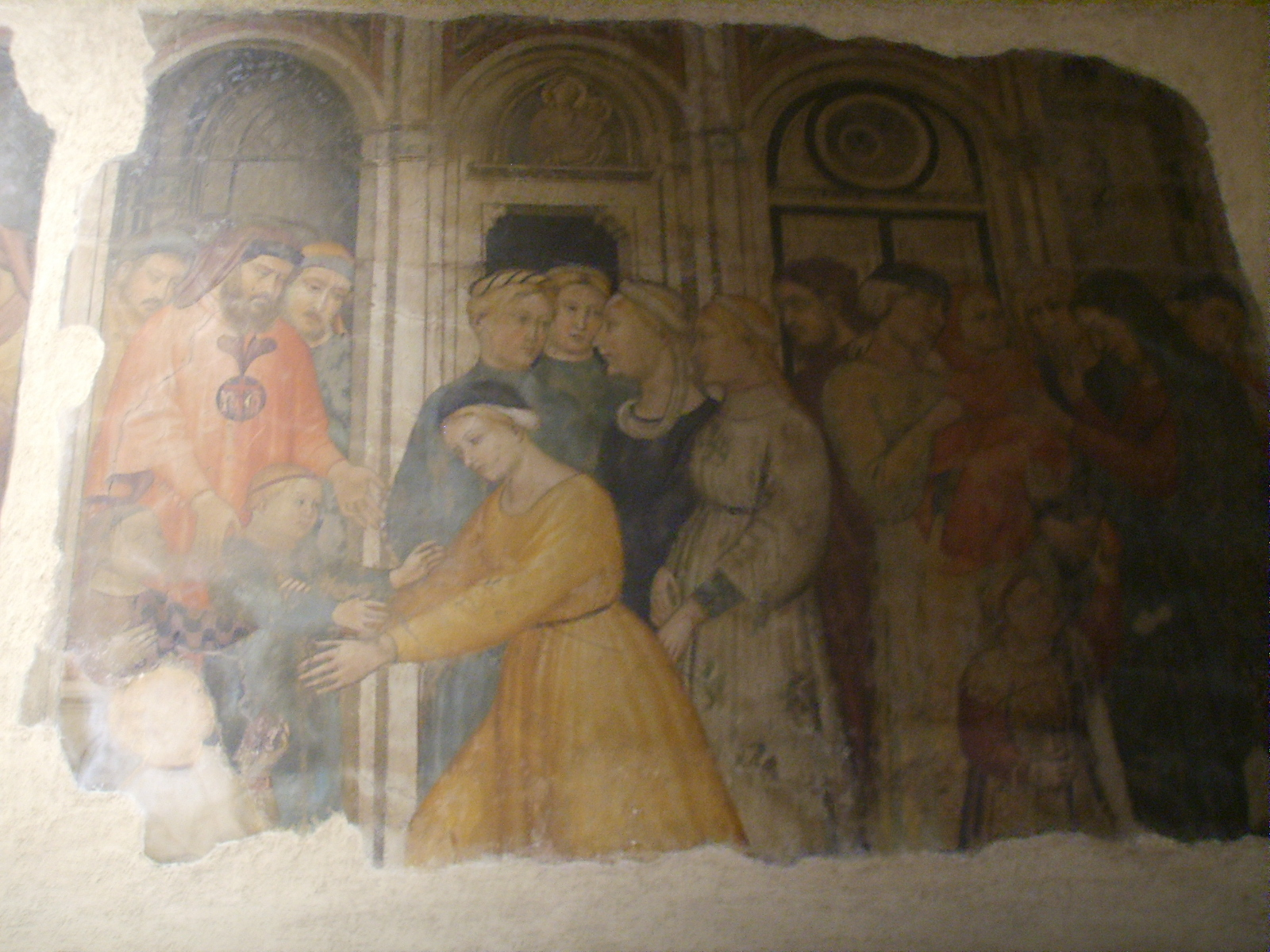
Loggia del Bigallo, Florença, Niccolò di Pietro Gerini e Ambrogio di Baldese, Ai fratelli del Bigallo affidano gli orfani alle madri adottive (1386)

Ambrogio di Baldese ou Lippo d'Andrea (1352 – 1429) foi um pintor italiano do final do gótico pertencente à Escola florentina. Giorgio Vasari o chamava de Lippo fiorentino.
Algumas de suas obras podem ser admiradas na Loggia del Bigallo, em Florença, e no Palazzo Datini, na cidade de Prato.
Sua Madonna del Latte está hoje no Museo della collegiata di Sant'Andrea, em Empoli. Colaborou com Niccolò di Pietro Gerini.